# 1,3-Propandiol
1,3-Propandiol (PDO) ist eine chemische Verbindung. Sie besteht aus dem Grundgerüst des Propans, an dessen terminalen Positionen sich jeweils eine Hydroxygruppe befindet. 1,3-Propandiol gehört zur Gruppe der zweiwertigen Alkohole, der Diole.

## Gewinnung und Darstellung
1,3-Propandiol ist über eine Vielzahl von Möglichkeiten synthetisch zugänglich.
Eine Möglichkeit besteht in der Hydratisierung von Acrolein mit verdünnter Schwefelsäure in Gegenwart von Hydrochinon (verhindert die Polymerisation des Acroleins) und anschließender Hydrierung mit Raney-Nickel als Katalysator. Die Herstellung kann auch aus 3-Hydroxypropionsäure erfolgen.
Auch eine biochemische Synthese von 1,3-Propandiol aus nachwachsenden Rohstoffen ist möglich. Natürlicherweise kann es durch die Vergärung von Glycerin durch viele anaerobe Bakterien gebildet werden. Mögliche Gattungen sind   Citrobacter, Clostridium, Enterobacter, Klebsiella und Lactobacillus. Industriell wird ein Escherichia coli-Stamm genutzt, der durch starke genetische Veränderungen Glucose zu 1,3-Propandiol vergären kann. Als Rohstoff wird Mais genutzt. 2013 ging knapp die Hälfte der Gesamtproduktion auf diese Herstellungsart zurück.

## Eigenschaften

### Physikalische Eigenschaften
Es handelt sich um eine farblose, hygroskopische Flüssigkeit mit nur schwachem Eigengeruch, die bei 213 °C siedet. Sie ist mischbar mit Wasser, Alkoholen, Ethern und Formamid, und ist wenig löslich in Benzol und Chloroform.
Die Dampfdruckfunktion ergibt sich nach Antoine entsprechend log10(P) = A−(B/(T+C)) (P in kPa, T in K) mit A = 8,34759, B = 3149,87 und C = 9,1444. Die Verbindung ist schwer entzündbar. Sie bildet oberhalb ihres Flammpunktes entzündliche Dampf-Luft-Gemische. Der Flammpunkt beträgt 128 °C. Die untere Explosionsgrenze liegt bei etwa 2,5 Vol.‑% (79 g·m−3). Die Zündtemperatur beträgt 400 °C. Der Stoff fällt somit in die Temperaturklasse T2.

### Chemische Eigenschaften
1,3-Propandiol geht viele typische Reaktionen von Alkoholen ein, wie beispielsweise Veretherungen und Veresterungen. Dabei sind beide Hydroxygruppen gleich reaktiv. Als Diol kann 1,3-Propandiol auch Polykondensationen eingehen. Ein Beispiel ist die Bildung des Polyesters Polytrimethylenterephthalat (PTT) mit Terephtalsäure:
1,3-Propandiol kann zur Einführung von Schutzgruppen an Aldehyden und Ketonen genutzt werden. Aus der eingesetzten Carbonylverbindung wird unter sauren Bedingungen ein Derivat von 1,3-Dioxan, ein Acetal beziehungsweise Ketal, gebildet. Dieses ist stabil gegenüber basischen Bedingungen und kann, wenn der Schutz nicht mehr benötigt wird, durch Einwirkung von Brønsted- oder Lewis-Säuren in Anwesenheit von Wasser wieder gespalten werden.
Auch die Synthese von 1,3-Dioxan selbst gelingt durch Umsetzung von 1,3-Propandiol mit Formaldehyd und Phosphorsäure. Diese Reaktion kann auch unter Verwendung von Salzsäure und Urotropin durchgeführt werden.

## Verwendung
1,3-Propandiol wird hauptsächlich zur Herstellung des Polyesters Polytrimethylenterephthalat (PTT) genutzt. Daneben gibt es zahlreiche weitere Anwendungen in der Polymerchemie: Es wird zur Herstellung von Polycarbonat und Polymerisationskatalysatoren sowie als Vernetzungsmittel für Polyacrylate und Polymethacrylate benutzt. Außerdem ist es Ausgangssubstanz für Verbindungen, die in der Herstellung von Polyurethanen, Epoxidharzen und Kautschuk benutzt werden. Weitere Anwendungen in der Polymerchemie, wie z. B. als Baustein in Beschichtungen oder als biobasierte Alternative zu anderen Diolen, diskutiert.
Außerhalb der Polymerchemie kann 1,3-Propandiol auch als Frostschutzmittel und als Kühlmittel genutzt werden. Darüber hinaus dient es zur Herstellung von UV-stabilen Lacken, bei denen das Verhältnis von Elastizität und Härte ausgewogen ist und ist in Kosmetika, Drucktinten und Beschichtungsmaterialien enthalten.